# Athyrium yokoscense
Athyrium yokoscense är en majbräkenväxtart som först beskrevs av Adrien René Franchet och Sav., och fick sitt nu gällande namn av Christ. Athyrium yokoscense ingår i släktet Athyrium och familjen Athyriaceae. Utöver nominatformen finns också underarten A. y. kirisimaense.